# Banc de l'Union

Carte du banc de l'Union.

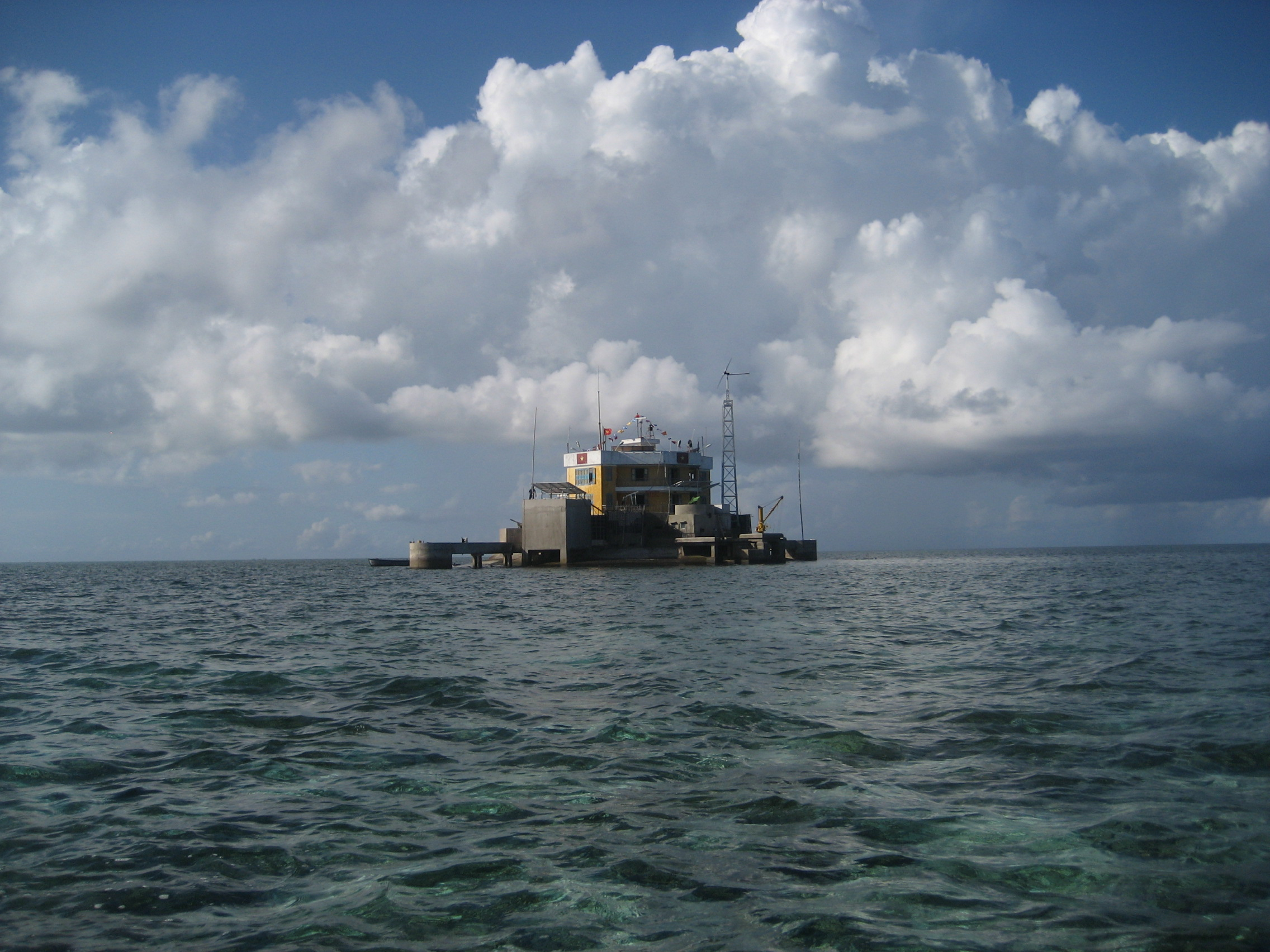
Structure vietnamienne sur le récif Collins (Đá Cô Lin).

Le banc de l'Union ou bancs de l'Union (en anglais Union Banks, en vietnamien Cụm Sinh Tồn, en philippin Pagkakaisa Banks, en mandarin Jiǔ zhāng qún jiāo (en sinogramme traditionnel 九章群礁)) est un grand atoll noyé au centre de Dangerous Ground dans les îles Spratleys en mer de Chine méridionale, à 230 kilomètres (120 milles marins) à l'ouest de la côte philippine, contenant des îles et des récifs dont la propriété reste contestée et controversée. L'atoll le plus proche est le banc Tizard, à 25 kilomètres (13 milles marins) au nord du banc de l'Union. Il n’y a que deux îles naturelles au bord du récif, l'île Sin Cowe et le récif Grierson (île Sin Cowe Est).
L'atoll mesure 55 kilomètres de long, depuis le récif de Johnson du Sud au sud-ouest jusqu'au récif Whitsun au nord-est, et jusqu'à 15 kilomètres de large. Sa superficie totale mesure 461 km2. Le lagon central mesure jusqu'à 53 mètres de profondeur.

## Îles et récifs compris dans le banc de l'Union
Le banc de l'Union se compose des îles et récifs suivants, dans le sens des aiguilles d'une montre en commençant par le coin sud-ouest :
| Élément                                                                                  | Pays d'occupation | Localisation                     |
| ---------------------------------------------------------------------------------------- | ----------------- | -------------------------------- |
| Récif de Johnson du Sud (Chìguā Jiāo) (Mabini Reef) (Đá Gạc Ma)                          | Chine             | 9° 43′ 09″ N, 114° 16′ 57″ E     |
| Récif Collins/Récif de Johnson du Nord (Guǐhǎn Jiāo) (Roxas Reef) (Đá Cô Lin)            | Viêt Nam          | 9° 46′ 14″ N, 114° 15′ 27″ E     |
| Đá Tam Trung                                                                             |                   | 9° 50′ 12″ N, 114° 16′ 06″ E     |
| Récif Loveless (zh) (Huá Jiāo) (Đá Nghĩa Hành)                                           |                   | 9° 51′ 13″ N, 114° 16′ 47″ E     |
| Récif Gent (zh) (Jíyáng Jiāo) (Đá Sơn Hà)                                                |                   | 9° 52′ 45″ N, 114° 18′ 21″ E     |
| Île Sin Cowe/Île Sinh Ton (Jǐnghóng Dǎo) (île Rurok) (Ching-hung Tao) (Đảo Sinh Tồn)     | Viêt Nam          | 9° 53′ 09″ N, 114° 19′ 46″ E     |
| Récif Edmund (zh) (Nánmén Jiāo) (Đá Bình Khê)                                            |                   | 9° 53′ 48″ N, 114° 23′ 40″ E     |
| Récif McKennan (zh)/Récif Kennan (Xīmén Jiāo) (Đá Ken Nan)                               |                   | 9° 54′ 12″ N, 114° 27′ 56″ E     |
| Đá Bia                                                                                   |                   | 9° 53′ 42″ N, 114° 29′ 40″ E     |
| Récif de Hughes (Dōngmén Jiāo) (Tung-men Chiao) (Đá Tư Nghĩa)                            | Chine             | 9° 54′ 51″ N, 114° 29′ 45″ E     |
| Récif Hallet (zh) (Ānlè Jiāo) (Đá Bình Sơn)                                              |                   | 9° 55′ 55″ N, 114° 31′ 25″ E     |
| Récif Holiday (zh) (Chángxiàn Jiāo) (Đá Bãi Khung)                                       |                   | 9° 57′ 55″ N, 114° 33′ 53″ E     |
| Récif Empire (zh) (Zhǔquán Jiāo) (Đá Đức Hòa)                                            |                   | 9° 58′ 44″ N, 114° 35′ 23″ E     |
| Récif Whitsun/Récif Whitson (Niúè Jiāo) (Julian Felipe Reef) (Đá Ba Đầu)                 |                   | 10° 00′ 10″ N, 114° 39′ 58″ E    |
| Récif Ross (zh) (Rǎnqīngdōng Jiāo) (Đá An Bình)                                          |                   | 9° 54′ 25″ N, 114° 35′ 52″ E     |
| Récif Grierson/Île Sin Cowe Est (Rǎnqīng Shāzhōu) (Jan-ch'ing Chiao) (Đảo Sinh Tồn Đông) | Viêt Nam          | 9° 54′ 08,2″ N, 114° 33′ 50,7″ E |
| Récif Bamford (zh) (Lóngxiā Jiāo) (Đá Vị Khê)                                            |                   | 9° 53′ 25″ N, 114° 32′ 07″ E     |
| Récif Tetley (zh) (Biǎncān Jiāo) (Đá Ninh Hòa)                                           |                   | 9° 52′ 05″ N, 114° 30′ 39″ E     |
| [Récif non nommé]                                                                        |                   | 9° 51′ 05″ N, 114° 29′ 29″ E     |
| Récif Jones (zh) (Zhāngxī Jiāo) (Đá Văn Nguyên)                                          |                   | 9° 49′ 47″ N, 114° 27′ 57″ E     |
| Récif Higgens (zh)/Récif Higgen (Qūyuán Jiāo) (Đá Phúc Sĩ)                               |                   | 9° 48′ 49″ N, 114° 24′ 12″ E     |
| Récif Lansdowne (Qióng Jiāo) (Pagkakaisa Reef) (Chi'ung Chiao) (Đá Len Đao)              | Viêt Nam          | 9° 46′ 43″ N, 114° 22′ 14″ E     |